# Recopa Sul-Americana
A Recopa Sul-Americana (Recopa Sudamericana em espanhol), cujo nome oficial atual é CONMEBOL Recopa, é uma competição oficial organizada pela Confederação Sul-Americana de Futebol (CONMEBOL). Sua primeira edição ocorreu em 1989, sendo disputada regularmente até 1998 e reativada em 2003. Já teve dois formatos de disputa: sistema de "jogo único" em campo neutro (fora do continente sul-americano) e o atual sistema, "ida e volta" nos respectivos mandos dos disputantes.
Originalmente, era disputada entre o campeão da Copa Libertadores da América e o campeão da Supercopa Sul-Americana. Com o término da segunda, só voltou a ser realizada em 2003, quando passou a ser disputada entre o campeão da Libertadores e o campeão da Copa Sul-Americana.
O atual campeão é o Racing (campeão da Copa Sul-Americana de 2024), da Argentina, que derrotou o Botafogo (campeão da Copa Libertadores de 2024), do Brasil, por 4–0 no placar agregado: vitória por 2–0 tanto na partida de ida, em Avellaneda, quanto na volta, no Rio de Janeiro.

## História

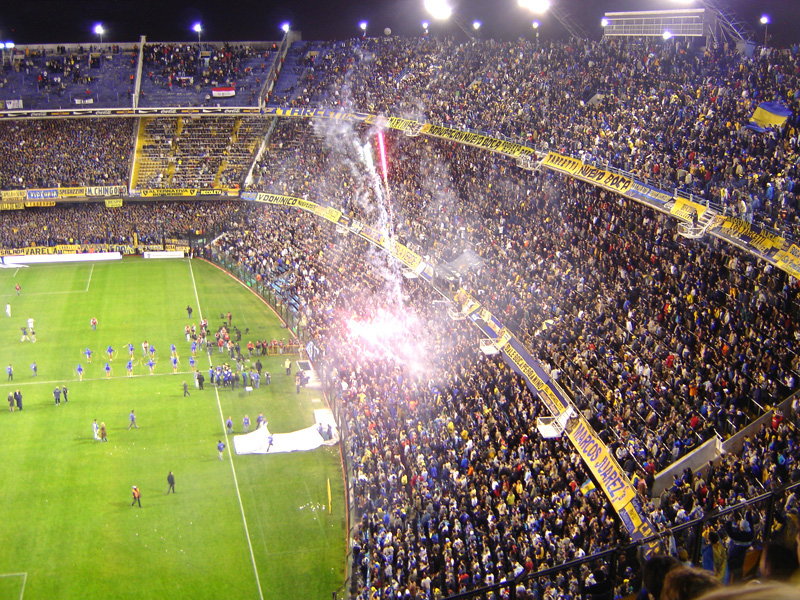
Partida entre Boca Juniors e São Paulo em La Bombonera, pela Recopa Sul-Americana de 2006

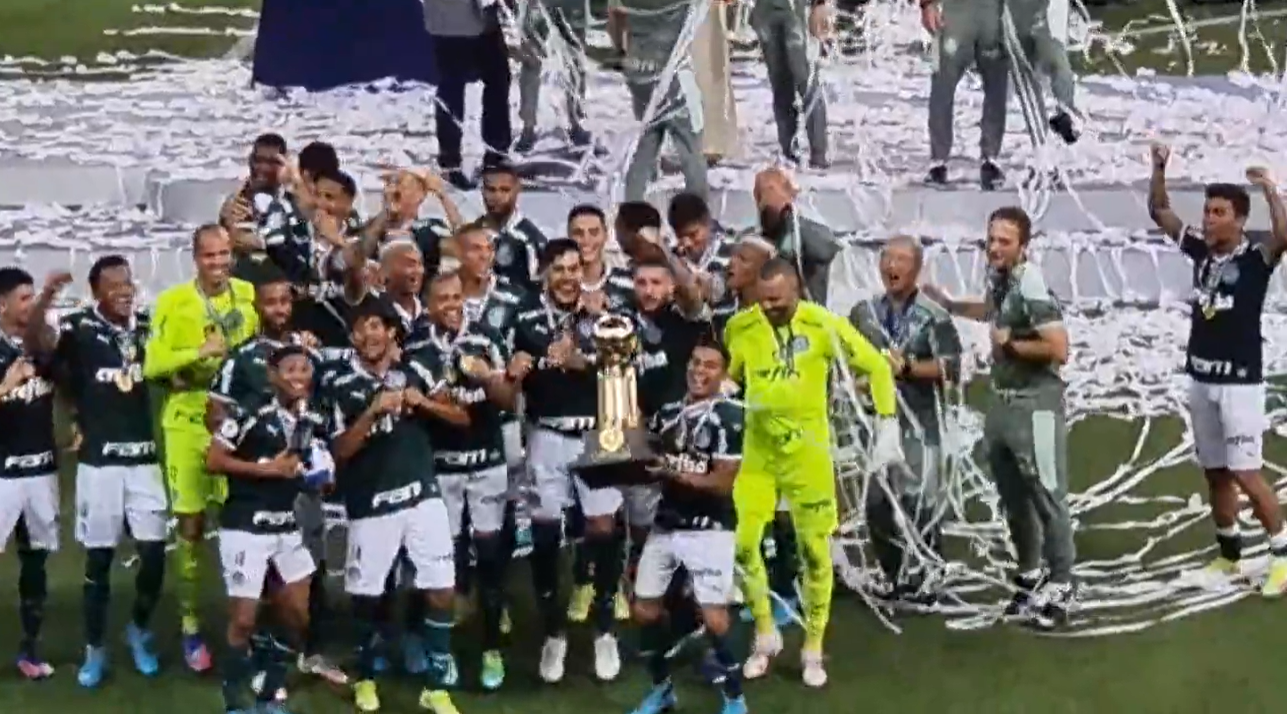
Jogadores do Palmeiras comemoram o título da Recopa Sul-Americana de 2022 no Allianz Parque

A competição teve sua edição inaugural, em 1989, reunindo o vencedor da tradicional Copa Libertadores da América e o vencedor da recém-criada Supercopa Libertadores, que eram as duas competições mais antigas do continente. A primeira edição possuiu o formato de ida e volta.
Em sua segunda edição, em 1990, o torneio foi realizado em jogo único, em Miami, Estados Unidos. Em 1991, o Olimpia foi campeão sem precisar jogar, pois venceu os dois torneios classificatórios (não havia uma terceira competição continental). Em 1992 e de 1994 a 1997, a competição foi realizada no Japão — Tóquio, em 1995, e Kobe, em 1992, 1994, 1996 e 1997 — também em partida única. Em 1993, quando foi usado o formato de ida e volta, o primeiro jogo, realizado no Morumbi, também valeu pelo Campeonato Brasileiro daquele ano, entre Cruzeiro e São Paulo, devido à falta de datas no calendário. A edição de 1998 ocorreu em 1999 e, por falta de datas, as partidas também foram válidas pela primeira fase da Copa Mercosul daquele ano, entre Cruzeiro e River Plate. Nas edições de dois jogos antes de 2005 — 1989, 1993 e 1998 — a volta foi na casa do representante da Supercopa.
Até 1998, a disputa ocorria entre o campeão da Copa Libertadores e o campeão da Supercopa. Excepcionalmente, em 1994, o então campeão da Copa CONMEBOL, o Botafogo, disputou a Recopa. O fato ocorreu pela Libertadores e Supercopa de 1993 terem sido vencidas pelo mesmo clube, o São Paulo.
Com o fim da Supercopa, em 1997, a Recopa Sul-Americana deixou de ser realizada de 1999 a 2002 (tendo-se como norte o ano de referência, uma vez que em 1999 jogou-se a edição de 1998). De 1998 a 2001, vigoraram como secundárias as copas Mercosul e Merconorte. Cada uma contava com cinco países sul-americanos diferentes (esta última ainda possuía presenças de clubes da CONCACAF), não tendo havido um jogo unificador. A competição só voltaria em 2003, após a criação da Copa Sul-Americana no ano anterior, sendo jogada em desafio único, em Los Angeles, Estados Unidos. Em 2004, foi realizada em Fort Lauderdale, também nos Estados Unidos.
Desde 2005 é disputada no formato atual: ida e volta entre os campeões das copas Libertadores e Sul-Americana do ano anterior. O segundo jogo é de mando do representante da Libertadores.

## Campeões
| Ano           | Final                                                      | Final                            | Final                                                 | Sede(s) e data(s)                                                                                              |
| Ano           | Campeão                                                    | Placar(es)                       | Vice-campeão                                          | Sede(s) e data(s)                                                                                              |
| ------------- | ---------------------------------------------------------- | -------------------------------- | ----------------------------------------------------- | --- |
| 1989 Detalhes | Nacional Campeão da Libertadores 1988                      | 1 – 0 0 – 0                      | Racing Campeão da Supercopa 1988                      | Ida: Montevidéu, Uruguai (31 de janeiro de 1989) Volta: Buenos Aires, Argentina (6 de fevereiro de 1989)       |
| 1990 Detalhes | Boca Juniors Campeão da Supercopa 1989                     | 1 – 0                            | Atlético Nacional Campeão da Libertadores 1989        | Miami, Estados Unidos (17 de março de 1990)                                                                    |
| 1991          | Olimpia Campeão da Libertadores 1990 e da Supercopa 1990   | Ganhou a Recopa automaticamente. | Ganhou a Recopa automaticamente.                      | Ganhou a Recopa automaticamente.                                                                               |
| 1992 Detalhes | Colo-Colo Campeão da Libertadores 1991                     | 0 – 0 5 – 4 (pen)                | Cruzeiro Campeão da Supercopa 1991                    | Kobe, Japão (19 de abril de 1992)                                                                              |
| 1993 Detalhes | São Paulo Campeão da Libertadores 1992                     | 0 – 0 4 – 2 (pen)                | Cruzeiro Campeão da Supercopa 1992                    | Ida: São Paulo, Brasil (22 de setembro de 1993) Volta: Belo Horizonte, Brasil (29 de setembro de 1993)         |
| 1994 Detalhes | São Paulo Campeão da Libertadores 1993 e da Supercopa 1993 | 3 – 1                            | Botafogo Campeão da Copa Conmebol 1993                | Kobe, Japão (3 de abril de 1994)                                                                               |
| 1995 Detalhes | Independiente Campeão da Supercopa 1994                    | 1 – 0                            | Vélez Sarsfield Campeão da Libertadores 1994          | Tóquio, Japão (9 de abril de 1995)                                                                             |
| 1996 Detalhes | Grêmio Campeão da Libertadores 1995                        | 4 – 1                            | Independiente Campeão da Supercopa 1995               | Kobe, Japão (7 de abril de 1996)                                                                               |
| 1997 Detalhes | Vélez Sarsfield Campeão da Supercopa 1996                  | 1 – 1 4 – 2 (pen)                | River Plate Campeão da Libertadores 1996              | Kobe, Japão (13 de abril de 1997)                                                                              |
| 1998 Detalhes | Cruzeiro Campeão da Libertadores 1997                      | 2 – 0 3 – 0                      | River Plate Campeão da Supercopa 1997                 | Ida: Belo Horizonte, Brasil (3 de agosto de 1999) Volta: Buenos Aires, Argentina (23 de setembro de 1999)      |
| 1999–2002     | Não foi disputado                                          | Não foi disputado                | Não foi disputado                                     | Não foi disputado                                                                                              |
| 2003 Detalhes | Olimpia Campeão da Libertadores 2002                       | 2 – 0                            | San Lorenzo Campeão da Sul-Americana 2002             | Los Angeles, Estados Unidos (12 de julho de 2003)                                                              |
| 2004 Detalhes | Cienciano Campeão da Sul-Americana 2003                    | 1 – 1 4 – 2 (pen)                | Boca Juniors Campeão da Libertadores 2003             | Fort Lauderdale, Estados Unidos (7 de setembro de 2004)                                                        |
| 2005 Detalhes | Boca Juniors Campeão da Sul-Americana 2004                 | 3 – 1 1 – 2                      | Once Caldas Campeão da Libertadores 2004              | Ida: Buenos Aires, Argentina (24 de agosto de 2005) Volta: Manizales, Colômbia (31 de agosto de 2005)          |
| 2006 Detalhes | Boca Juniors Campeão da Sul-Americana 2005                 | 2 – 1 2 – 2                      | São Paulo Campeão da Libertadores 2005                | Ida: Buenos Aires, Argentina (7 de setembro de 2006) Volta: São Paulo, Brasil (14 de setembro de 2006)         |
| 2007 Detalhes | Internacional Campeão da Libertadores 2006                 | 1 – 2 4 – 0                      | Pachuca Campeão da Sul-Americana 2006                 | Ida: Pachuca, México (31 de maio de 2007) Volta: Porto Alegre, Brasil (7 de junho de 2007)                     |
| 2008 Detalhes | Boca Juniors Campeão da Libertadores 2007                  | 3 – 1 2 – 2                      | Arsenal de Sarandí Campeão da Sul-Americana 2007      | Ida: Sarandí, Argentina (13 de agosto de 2008) Volta: Buenos Aires, Argentina (27 de agosto de 2008)           |
| 2009 Detalhes | LDU Quito Campeão da Libertadores 2008                     | 1 – 0 3 – 0                      | Internacional Campeão da Sul-Americana 2008           | Ida: Porto Alegre, Brasil (25 de junho de 2009) Volta: Quito, Equador (9 de julho de 2009)                     |
| 2010 Detalhes | LDU Quito Campeão da Sul-Americana 2009                    | 2 – 1 0 – 0                      | Estudiantes Campeão da Libertadores 2009              | Ida: Quito, Equador (25 de agosto de 2010) Volta: Quilmes, Argentina (8 de setembro de 2010)                   |
| 2011 Detalhes | Internacional Campeão da Libertadores 2010                 | 1 – 2 3 – 1                      | Independiente Campeão da Sul-Americana 2010           | Ida: Avellaneda, Argentina (10 de agosto de 2011) Volta: Porto Alegre, Brasil (24 de agosto de 2011)           |
| 2012 Detalhes | Santos Campeão da Libertadores 2011                        | 0 – 0 2 – 0                      | Universidad de Chile Campeão da Sul-Americana 2011    | Ida: Santiago, Chile (22 de agosto de 2012) Volta: São Paulo, Brasil (26 de setembro de 2012)                  |
| 2013 Detalhes | Corinthians Campeão da Libertadores 2012                   | 2 – 1 2 – 0                      | São Paulo Campeão da Sul-Americana 2012               | Ida: São Paulo, Brasil (3 de julho de 2013) Volta: São Paulo, Brasil (17 de julho de 2013)                     |
| 2014 Detalhes | Atlético Mineiro Campeão da Libertadores 2013              | 1 – 0 4 – 3 (pro)                | Lanús Campeão da Sul-Americana 2013                   | Ida: Lanús, Argentina (16 de julho de 2014) Volta: Belo Horizonte, Brasil (23 de julho de 2014)                |
| 2015 Detalhes | River Plate Campeão da Sul-Americana 2014                  | 1 – 0                            | San Lorenzo Campeão da Libertadores 2014              | Ida: Buenos Aires, Argentina (6 de fevereiro de 2015) Volta: Buenos Aires, Argentina (11 de fevereiro de 2015) |
| 2016 Detalhes | River Plate Campeão da Libertadores 2015                   | 0 – 0 2 – 1                      | Santa Fe Campeão da Sul-Americana 2015                | Ida: Bogotá, Colômbia (18 de agosto de 2016) Volta: Buenos Aires, Argentina (25 de agosto de 2016)             |
| 2017 Detalhes | Atlético Nacional Campeão da Libertadores 2016             | 1 – 2 4 – 1                      | Chapecoense Campeão da Sul-Americana 2016             | Ida: Chapecó, Brasil (4 de abril de 2017) Volta: Medellín, Colômbia (10 de maio de 2017)                       |
| 2018 Detalhes | Grêmio Campeão da Libertadores 2017                        | 1 – 1 0 – 0 (pro) 5 – 4 (pen)    | Independiente Campeão da Sul-Americana 2017           | Ida: Avellaneda, Argentina (14 de fevereiro de 2018) Volta: Porto Alegre, Brasil (21 de fevereiro de 2018)     |
| 2019 Detalhes | River Plate Campeão da Libertadores 2018                   | 0 – 1 3 – 0                      | Athletico Paranaense Campeão da Sul-Americana 2018    | Ida: Curitiba, Brasil (22 de maio de 2019) Volta: Buenos Aires, Argentina (30 de maio de 2019)                 |
| 2020 Detalhes | Flamengo Campeão da Libertadores 2019                      | 2 – 2 3 – 0                      | Independiente del Valle Campeão da Sul-Americana 2019 | Ida: Quito, Equador (19 de fevereiro de 2020) Volta: Rio de Janeiro, Brasil (26 de fevereiro de 2020)          |
| 2021 Detalhes | Defensa y Justicia Campeão da Sul-Americana 2020           | 1 – 2 2 – 1 (pro) 4 – 3 (pen)    | Palmeiras Campeão da Libertadores 2020                | Ida: Florencio Varela, Argentina (7 de abril de 2021) Volta: Brasília, Brasil (14 de abril de 2021)            |
| 2022 Detalhes | Palmeiras Campeão da Libertadores 2021                     | 2 – 2 2 – 0                      | Athletico Paranaense Campeão da Sul-Americana 2021    | Ida: Curitiba, Brasil (23 de fevereiro de 2022) Volta: São Paulo, Brasil (2 de março de 2022)                  |
| 2023 Detalhes | Independiente del Valle Campeão da Sul-Americana 2022      | 1 – 0 0 – 1 (pro) 5 – 4 (pen)    | Flamengo Campeão da Libertadores 2022                 | Ida: Quito, Equador (21 de fevereiro de 2023) Volta: Rio de Janeiro, Brasil (28 de fevereiro de 2023)          |
| 2024 Detalhes | Fluminense Campeão da Libertadores 2023                    | 0 – 1 2 – 0                      | LDU Quito Campeão da Sul-Americana 2023               | Ida: Quito, Equador (22 de fevereiro de 2024) Volta: Rio de Janeiro, Brasil (29 de fevereiro de 2024)          |
| 2025 Detalhes | Racing Campeão da Sul-Americana 2024                       | 2 – 0                            | Botafogo Campeão da Libertadores 2024                 | Ida: Avellaneda, Argentina (20 de fevereiro de 2025) Volta: Rio de Janeiro, Brasil (27 de fevereiro de 2025)   |

## Títulos

### Por equipe
| Clube                   | País      | Títulos                     | Vices                 |
| ----------------------- | --------- | --------------------------- | --------------------- |
| Boca Juniors            | Argentina | 4 (1990, 2005, 2006 e 2008) | 1 (2004)              |
| River Plate             | Argentina | 3 (2015, 2016 e 2019)       | 2 (1997 e 1998)       |
| São Paulo               | Brasil    | 2 (1993 e 1994)             | 2 (2006 e 2013)       |
| Internacional           | Brasil    | 2 (2007 e 2011)             | 1 (2009)              |
| LDU Quito               | Equador   | 2 (2009 e 2010)             | 1 (2024)              |
| Olimpia                 | Paraguai  | 2 (1991 e 2003)             | 0                     |
| Grêmio                  | Brasil    | 2 (1996 e 2018)             | 0                     |
| Independiente           | Argentina | 1 (1995)                    | 3 (1996, 2011 e 2018) |
| Cruzeiro                | Brasil    | 1 (1998)                    | 2 (1992 e 1993)       |
| Vélez Sarsfield         | Argentina | 1 (1997)                    | 1 (1995)              |
| Atlético Nacional       | Colômbia  | 1 (2017)                    | 1 (1990)              |
| Flamengo                | Brasil    | 1 (2020)                    | 1 (2023)              |
| Palmeiras               | Brasil    | 1 (2022)                    | 1 (2021)              |
| Independiente del Valle | Equador   | 1 (2023)                    | 1 (2020)              |
| Racing                  | Argentina | 1 (2025)                    | 1 (1989)              |
| Nacional                | Uruguai   | 1 (1989)                    | 0                     |
| Colo-Colo               | Chile     | 1 (1992)                    | 0                     |
| Cienciano               | Peru      | 1 (2004)                    | 0                     |
| Santos                  | Brasil    | 1 (2012)                    | 0                     |
| Corinthians             | Brasil    | 1 (2013)                    | 0                     |
| Atlético Mineiro        | Brasil    | 1 (2014)                    | 0                     |
| Defensa y Justicia      | Argentina | 1 (2021)                    | 0                     |
| Fluminense              | Brasil    | 1 (2024)                    | 0                     |
| Botafogo                | Brasil    | 0                           | 2 (1994 e 2025)       |
| San Lorenzo             | Argentina | 0                           | 2 (2003 e 2015)       |
| Athletico Paranaense    | Brasil    | 0                           | 2 (2019 e 2022)       |
| Once Caldas             | Colômbia  | 0                           | 1 (2005)              |
| Pachuca                 | México    | 0                           | 1 (2007)              |
| Arsenal de Sarandí      | Argentina | 0                           | 1 (2008)              |
| Estudiantes             | Argentina | 0                           | 1 (2010)              |
| Universidad de Chile    | Chile     | 0                           | 1 (2012)              |
| Lanús                   | Argentina | 0                           | 1 (2014)              |
| Santa Fe                | Colômbia  | 0                           | 1 (2016)              |
| Chapecoense             | Brasil    | 0                           | 1 (2017)              |

### Por país
| País      | Títulos | Vices |
| --------- | ------- | ----- |
| Brasil    | 13      | 12    |
| Argentina | 11      | 13    |
| Equador   | 3       | 2     |
| Paraguai  | 2       | 0     |
| Colômbia  | 1       | 3     |
| Chile     | 1       | 1     |
| Peru      | 1       | 0     |
| Uruguai   | 1       | 0     |
| México    | 0       | 1     |
| Bolívia   | 0       | 0     |
| Venezuela | 0       | 0     |

### Por Confederação
| País     | Títulos | Vices |
| -------- | ------- | ----- |
| CONMEBOL | 33      | 31    |
| CONCACAF | 0       | 1     |

### Por meio de classificação
| Competição                                | Títulos | Vices                                                                                          |
| ----------------------------------------- | --- | ---------------------------------------------------------------------------------------------- |
| Copa Libertadores                         | 20 (1989, 1992, 1993, 1996, 1998, 2003, 2007, 2008, 2009, 2011, 2012, 2013, 2014, 2016, 2017, 2018, 2019, 2020, 2022 e 2024) | 11 (1990, 1995, 1997, 2004, 2005, 2006, 2010, 2015, 2021, 2023 e 2025)                         |
| Copa Sul-Americana                        | 8 (2004, 2005, 2006, 2010, 2015, 2021, 2023 e 2025)                                                                          | 15 (2003, 2007, 2008, 2009, 2011, 2012, 2013, 2014, 2016, 2017, 2018, 2019, 2020, 2022 e 2024) |
| Supercopa Sul-Americana                   | 3 (1990, 1995 e 1997) | 5 (1989, 1992, 1993, 1996 e 1998)                                                              |
| Copa Libertadores+Supercopa Sul-Americana | 2 (1991 e 1994) | 0                                                                                              |
| Copa CONMEBOL                             | 0 | 1 (1994)                                                                                       |

## Artilharia

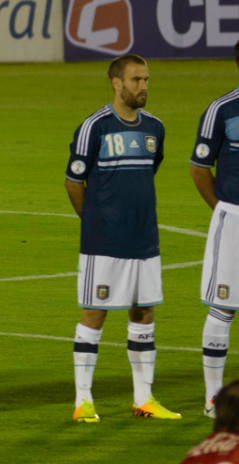
O argentino Rodrigo Palacio é o maior artilheiro da Recopa Sul-Americana com 5 gols marcados nas edições de 2006 e 2008

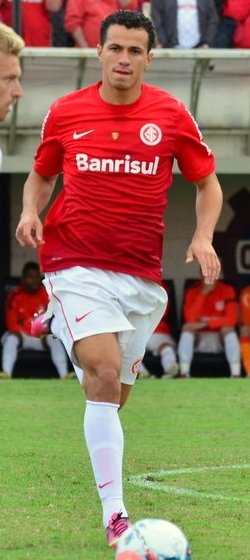
O brasileiro Leandro Damião é, ao lado do argentino Rodrigo Palacio, o maior artilheiro em uma única edição da Recopa Sul-Americana com 3 gols marcados na edição de 2011

| Ano       | Jogador                | Equipe                  | Gols              |
| --------- | ---------------------- | ----------------------- | ----------------- |
| 1989      | Daniel Fonseca         | Nacional                | 1                 |
| 1990      | Diego Latorre          | Boca Juniors            | 1                 |
| 1991      | Título automático      | Título automático       | Título automático |
| 1992      | 0–0 (final única)      | 0–0 (final única)       | 0–0 (final única) |
| 1993      | 0–0 (agregado)         | 0–0 (agregado)          | 0–0 (agregado)    |
| 1994      | Roberto Cavalo         | Botafogo                | 1                 |
| 1994      | Euller                 | São Paulo               | 1                 |
| 1994      | Guilherme              | São Paulo               | 1                 |
| 1994      | Leonardo               | São Paulo               | 1                 |
| 1995      | José Serrizuela        | Independiente           | 1                 |
| 1996      | Adílson                | Grêmio                  | 1                 |
| 1996      | Carlos Miguel          | Grêmio                  | 1                 |
| 1996      | Jardel                 | Grêmio                  | 1                 |
| 1996      | Paulo Nunes            | Grêmio                  | 1                 |
| 1996      | Jorge Burruchaga       | Independiente           | 1                 |
| 1997      | Enzo Francescoli       | River Plate             | 1                 |
| 1997      | José Luis Chilavert    | Vélez Sarsfield         | 1                 |
| 1998      | Geovanni               | Cruzeiro                | 2                 |
| 1999–2002 | Não foi disputado      | Não foi disputado       | Não foi disputado |
| 2003      | Julio César Enciso     | Olimpia                 | 1                 |
| 2003      | Rodrigo López          | Olimpia                 | 1                 |
| 2004      | Carlos Tévez           | Boca Juniors            | 1                 |
| 2004      | Rodrigo Saraz          | Cienciano               | 1                 |
| 2005      | Sebastián Battaglia    | Boca Juniors            | 1                 |
| 2005      | Neri Cardozo           | Boca Juniors            | 1                 |
| 2005      | Juan González          | Boca Juniors            | 1                 |
| 2005      | Rolando Schiavi        | Boca Juniors            | 1                 |
| 2005      | Mauricio Casierra      | Once Caldas             | 1                 |
| 2005      | Édison Chará           | Once Caldas             | 1                 |
| 2005      | Rubén Velázquez        | Once Caldas             | 1                 |
| 2006      | Rodrigo Palacio        | Boca Juniors            | 3                 |
| 2007      | Alexandre Pato         | Internacional           | 2                 |
| 2007      | Christian Giménez      | Pachuca                 | 2                 |
| 2008      | Rodrigo Palacio        | Boca Juniors            | 2                 |
| 2009      | Claudio Bieler         | LDU Quito               | 2                 |
| 2010      | Hernán Barcos          | LDU Quito               | 2                 |
| 2011      | Leandro Damião         | Internacional           | 3                 |
| 2012      | Bruno Rodrigo          | Santos                  | 1                 |
| 2012      | Neymar                 | Santos                  | 1                 |
| 2013      | Aloísio                | São Paulo               | 1                 |
| 2013      | Danilo                 | Corinthians             | 1                 |
| 2013      | Renato Augusto         | Corinthians             | 1                 |
| 2013      | Romarinho              | Corinthians             | 1                 |
| 2013      | Paolo Guerrero         | Corinthians             | 1                 |
| 2014      | Diego Tardelli         | Atlético Mineiro        | 2                 |
| 2015      | Carlos Sánchez         | River Plate             | 2                 |
| 2016      | Horacio Salaberry      | Santa Fe                | 1                 |
| 2016      | Lucas Alario           | River Plate             | 1                 |
| 2016      | Sebastián Driussi      | River Plate             | 1                 |
| 2017      | Andrés Ibargüen        | Atlético Nacional       | 2                 |
| 2017      | Dayro Moreno           | Atlético Nacional       | 2                 |
| 2018      | Luan                   | Grêmio                  | 1                 |
| 2019      | Ignacio Fernández      | River Plate             | 1                 |
| 2019      | Lucas Pratto           | River Plate             | 1                 |
| 2019      | Matías Suárez          | River Plate             | 1                 |
| 2019      | Marco Ruben            | Athletico Paranaense    | 1                 |
| 2020      | Gerson                 | Flamengo                | 2                 |
| 2021      | Braian Romero          | Defensa y Justicia      | 2                 |
| 2022      | Danilo                 | Palmeiras               | 1                 |
| 2022      | Jailson                | Palmeiras               | 1                 |
| 2022      | Raphael Veiga          | Palmeiras               | 1                 |
| 2022      | Zé Rafael              | Palmeiras               | 1                 |
| 2022      | David Terans           | Athletico Paranaense    | 1                 |
| 2022      | Marlos                 | Athletico Paranaense    | 1                 |
| 2023      | Giorgian De Arrascaeta | Flamengo                | 1                 |
| 2023      | Mateo Carabajal        | Independiente del Valle | 1                 |
| 2024      | Jhon Arias             | Fluminense              | 2                 |
| 2025      | Adrián Martínez        | Racing                  | 1                 |
| 2025      | Bruno Zuculini         | Racing                  | 1                 |
| 2025      | Luciano Vietto         | Racing                  | 1                 |
| 2025      | Matías Zaracho         | Racing                  | 1                 |